# Teorema de Vermeil
En geometría diferencial, el teorema de Vermeil establece que la curvatura escalar es esencialmente el único invariante absoluto (no trivial), entre los del tipo prescrito, adecuados para la teoría general de la relatividad de Albert Einstein. El teorema fue demostrado por el matemático alemán Hermann Vermeil en 1917.

## Versión estándar del teorema
El teorema afirma que el escalar de Ricci {\displaystyle R} es el único escalar invariante (o invariante absoluto) lineal en las segundas derivadas del tensor métrico {\displaystyle g_{\mu \nu }}.